# Aplosonyx quadriplagiatus
Aplosonyx quadriplagiatus es un coleóptero de la familia Chrysomelidae. Fue descrita científicamente por primera vez en 1886 por Baly.